# Nazionale femminile di pallacanestro della Cambogia
La nazionale femminile di pallacanestro della Cambogia è la rappresentativa cestistica della Cambogia ed è posta sotto l'egida della Federazione cestistica della Cambogia.

## Piazzamenti

### Campionati asiatici
- 1974 - 6º